# 桶金
桶金（おけきん）は、かつて愛知県刈谷市銀座四丁目23にあった桶屋。かつての店名は桶金商店であり、のちに桶金浴槽店となった。建物は2015年に解体された。

## 歴史

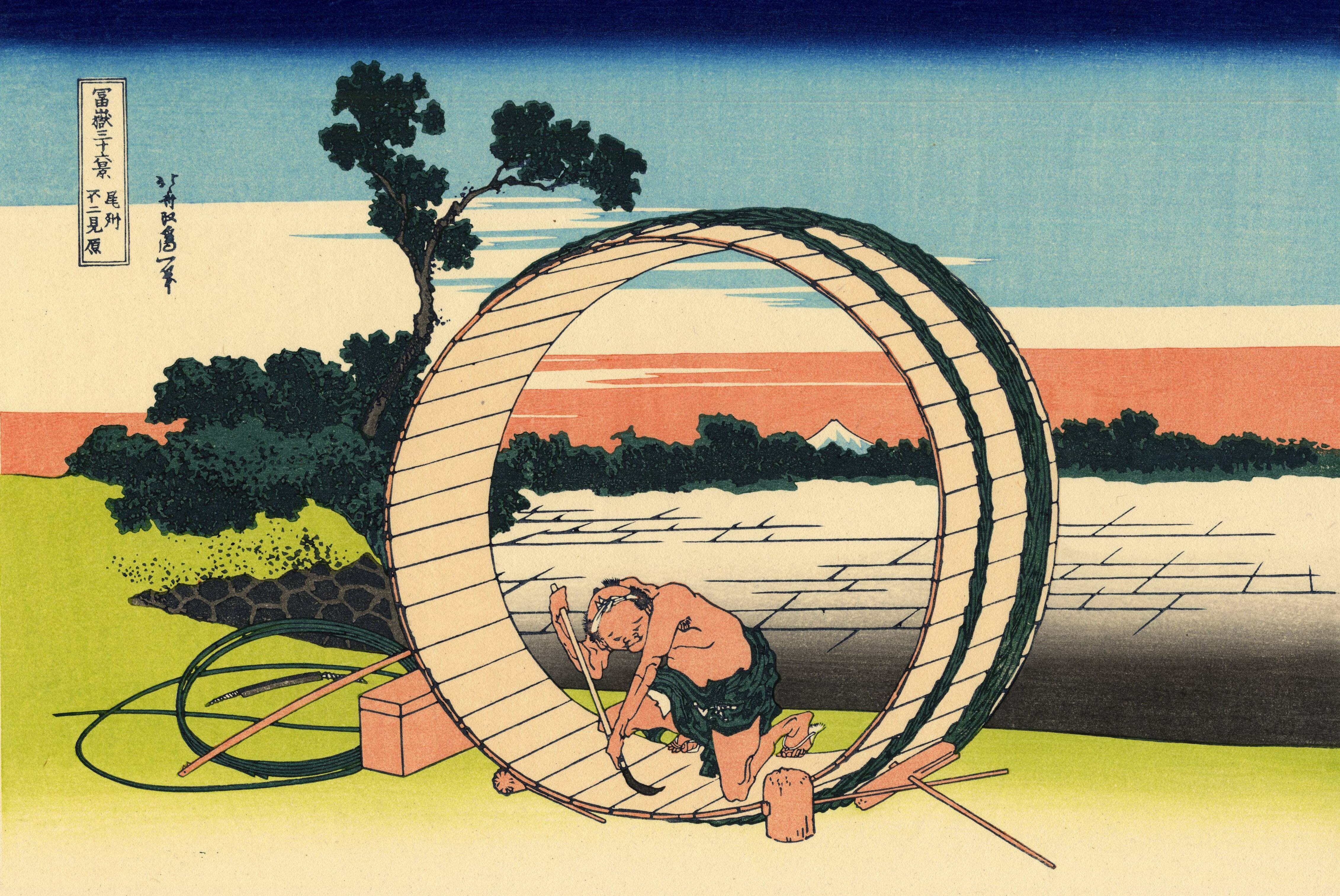
半裸で桶を製作中の職人

刈谷市の中心市街地である銀座地区の銀座中町商店街の中に、昭和初期に桶職人の内藤鉾太郎が桶金を創業した。現在の三菱UFJ銀行刈谷支店の東側である。今の若い人は桶など知らないだろうが、かつては水や湯を汲んだり溜めたりするための木製の桶が各家庭に常備されていたのである。鉾太郎が亡くなると次男の内藤信雄が桶金の跡を継いだ。
戦後の高度経済成長期には相次いで住宅が建設され、信雄と妻の内藤かな子はトラックに風呂桶を積んで走り回った。夫妻は年中無休で働き、年末には床に入る暇もなかったという。ただしステンレス製の風呂桶が普及すると注文が減少し、いつしか商店街のアーケードも撤去された。商店街は郊外型店舗に客を奪われ、一帯はマンションが並ぶ住宅地となった。2010年（平成22年）に信雄が死去すると、桶金は開店休業状態になってしまった。かな子は刈谷市が主導する再開発に合意しており、桶金を含む商店街の跡地には刈谷市最高層の32階建てのエクセルグランデ刈谷銀座タワーが建つ予定である。
娘婿の原保宏はブログで四代目桶屋金之助を名乗り、銀座商店街の行く末を生暖かく見守っている。2015年（平成27年）2月から3月には原が主導し、昭和黄金期の物品を集めた「桶金ギャラリー 風の時代 終幕～ありがとう銀座中町」が開催された。2015年後半には桶金の建物が取り壊されて更地となった。刈谷市郷土資料館には桶金の商標が取り付けられた縁台が展示されている。